# BROTHER (中村あゆみのアルバム)
『BROTHER』（ブラザー）は、中村あゆみ7枚目のスタジオ・アルバム。1990年8月29日発売。発売元は、マイカルハミングバード。

## 解説
初回盤はCDキャリングケースが同梱された。

## 収録曲
作詞・作曲 中村あゆみ（特記以外）
1. BROTHER（4:10）
  - 作曲 中村あゆみ・鎌田ジョージ 編曲 鎌田ジョージ
  - 16thシングル。ミズノ「SUPER STAR」CMソング。
  - テレビ朝日系「中居正広の身になる図書館」で番組中のBGMに使用。
2. LITTLE ROCK MESSENGER（4:56）
  - 編曲 鎌田ジョージ
3. -卒業- good luck and good bye（5:05）
  - 作曲 古村敏比古
4. LOVE AFFAIR（5:03）
  - 編曲 竹田元
5. サディス白書（4:22）
  - 作曲 古村敏比古 編曲 古村敏比古・鎌田ジョージ
6. さよなら（4:23）
  - 編曲 和田春彦
7. 長い夜（5:32）
  - 編曲 竹田元
8. BOY'S ON THE ROAD（5:24）
  - 作曲・編曲 古村敏比古
  - 1990鈴鹿8時間耐久ロードレースイメージソング。
9. AFTER5 working girl（5:03）
  - 編曲 和田春彦
10. We Will Get Together（0:37）
  - 作詞・作曲・編曲 鎌田ジョージ
  - サビの一部分のみ収録。
  - フルバージョンはシングル「BROTHER」C/Wに収録
11. It's All Right<Album Mix>（6:22）
  - 編曲 古村敏比古
  - 15thシングル。テレビ朝日系ドラマ『ザ・刑事』テーマソング